# Regola proporzionale
La regola proporzionale (art. 1907 del codice civile) nel diritto delle assicurazioni, si applica, nelle assicurazioni contro i danni, in caso di sottoassicurazione, vale a dire quando, al momento del sinistro, il valore dei beni assicurati risulta essere superiore a quanto dichiarato in polizza.
In questo caso, l'assicurato non è indennizzato per l'intero ammontare del danno, ma riceve un indennizzo ridotto in proporzione al rapporto tra il capitale assicurato ed il valore dei beni al momento del sinistro. La regola proporzionale non si applica nei casi di polizza con stima preventiva né nei casi di polizza con stima accettata
Non viene applicata nelle assicurazioni cosiddette "a primo rischio assoluto", ove si tratta di assicurazioni per le quali ne è esplicitamente esclusa l'applicazione. Per certe polizze, dette "a primo rischio relativo", generalmente polizze che coprono il rischio di furto, si dichiarano due massimali: uno, il più alto, che individua il capitale assicurato solo a questo fine, e il secondo che stabilisce comunque il valore massimo che l'assicuratore risarcirà in caso di sinistro. In questi casi l'importo del premio che l'assicurato deve pagare, è determinato da entrambi i massimali. Si tratta in genere di polizze in cui l'ammontare massimo del valore delle cose assicurate è pari al massimale più alto, ma la situazione è tale per cui è pressoché impossibile che tutte insieme vengano sottratte in un solo furto, ma solo, al massimo, una parte di esse il cui valore totale è quello da assicurare in forma normale. 

## Effetti dell'inflazione
La regola proporzionale funge anche come "indicizzazione a rovescio" per il costo dei sinistri, a favore dell'assicuratore. Infatti il premio che la società assicuratrice richiede per un determinato rischio è determinato in base al costo dei sinistri relativi distribuiti su un arco di tempo opportuno e riguarda tutti i sinistri di importo risarcibile a termini di polizza, da quelli di basso costo fino a quelli che raggiungono il valore del capitale assicurato. In pratica si può dire che la base di determinazione del premio per la società assicuratrice è il valore medio dei sinistri che sarebbero risarcibili a termini di polizza. Con l'inflazione i valori delle cose danneggiate che sarebbero oggetto di risarcimento in caso di sinistro lievitano e quindi aumenta il suddetto valore medio in base al quale la società assicuratrice determina il tasso da applicare alla polizza e di conseguenza sull'universo statistico delle polizze che coprono quel rischio. Così il margine dell'assicuratore si riduce fino ad annullarsi. Se le polizze non vengono aggiornate però il valore degli oggetti assicurati in queste si mantiene costante e quindi si dà luogo a sottoassicurazione, per cui, in caso di sinistro, il risarcimento verrà ridotto rispetto al valore che il bene danneggiato aveva prima del sinistro, poiché interviene la riduzione dovuta alla regola proporzionale.  Per evitare tale inconveniente, è possibile stipulare polizze "indicizzate" al costo della vita (o ad altri indici analoghi relativi al tipo di beni assicurati), per cui a ogni scadenza di periodo assicurativo, il premio che il cliente pagherà (se rimarrà cliente della stessa società assicuratrice) sarà più alto di quello del periodo precedente nella misura percentuale dell'incremento del costo della vita intervenuto nell'anno e parimenti aumenteranno i massimali di polizza. In queste polizze, in genere, viene esclusa l'applicazione della regola proporzionale nel periodo che intercorre tra la scadenza in cui viene pagato il premio indicizzato fino a quella dell'annualità successiva, nel presupposto che il cliente è impegnato, a quel momento, a pagare alla prossima scadenza, un premio maggiorato per l'inflazione intervenuta nel periodo (in pratica non è richiesto al cliente un adeguamento all'inflazione tra due scadenze annuali della polizza.).